# Co Adriaanse
Co Adriaanse, all'anagrafe Jacobus Adriaanse (Amsterdam, 21 luglio 1947), è un allenatore di calcio ed ex calciatore olandese, di ruolo difensore. Attualmente è Senior Coach dell‘accademia del Feyenoord Rotterdam.
Come tecnico ha guidato il Porto dopo aver condotto l'AZ Alkmaar alle semifinali della Coppa UEFA 2004-2005.

## Carriera

### Giocatore
Da calciatore giocò per sei stagioni con il De Volewijckers (dal 1964 al 1970) e per altre sei con l'Utrecht (dal 1970 al 1976), prima di ritirarsi dall'attività agonistica a 29 anni.

### Allenatore
Iniziò la carriera da allenatore con lo Zilvermeeuwen nel 1979, rimanendoci per quattro anni. Nel 1983 firmò con l'AZ Alkmaar, di cui divenne osservatore e allenatore delle giovanili. Il 1º luglio 1984 divenne l'allenatore del PEC Zwolle, dove rimase fino al 30 giugno 1988. Passò quindi al Den Haag, dove il 2 febbraio 1992 fu esonerato.
Nel 1992 fu scelto come allenatore del Jong Ajax; rimase nella capitale olandese fino al giugno 1997. Nel luglio 1997 diventò l'allenatore del Willem II, si piazzò 5º in campionato. Nella stagione seguente portò la sua squadra a un ottimo secondo posto che valse l'accesso alla UEFA Champions League 1999-2000 
In ogni modo la squadra non riuscì a soddisfare le aspettative, e finì ultima nel suo girone della prima fase: Adriaanse si dimise l'8 maggio 2000. Il 1º luglio 2000 ritornò all'Ajax in qualità di allenatore, ma dopo un terzo posto, fu esonerato all'inizio della stagione successiva, il 29 novembre 2001. Il nuovo allenatore dell'Ajax Ronald Koeman conquistò poi la 28º Eredivisie per la squadra.
Il 1º novembre 2002 firmò per l'AZ Alkmaar, ma non sedendosi sulla panchina il giorno seguente. Dopo un 10º posto nella prima stagione conquistò la 5ª posizione nella successiva, che valse al team la possibilità di disputare la Coppa UEFA nella stagione 2004-05. Qui sconfisse i favoriti spagnoli del Villarreal nei quarti di finale prima di venire eliminato dallo Sporting Lisbona negli ultimi minuti dei tempi supplementari.
Anche in campionato, l'AZ Alkmaar si comportò meglio di quanto ci si aspettasse, concludendo al terzo posto dopo aver raggiunto per una settimana il primo posto alla fine del girone di andata ed aver passato la maggior parte del girone di ritorno al secondo posto. Dopo molte speculazioni e il suo desiderio di lasciare il club a fine stagione si dimette; il suo posto verrà preso da Louis van Gaal.
Il 24 maggio 2005 fu presentato come nuovo allenatore del club portoghese del Porto al posto di José Couceiro, divenendo il quarto allenatore a firmare per i portoghesi dopo la partenza di José Mourinho. Alla prima stagione con il Porto conquistò la "Dobradinha" per la prima volta dopo che José Mourinho aveva lasciato il club. "Dobradinha" è un termine che indica la squadra che vince la Primeira Liga e la Coppa di Portogallo nello stesso anno. Il 9 agosto 2006 si dimise dall'incarico.
Il 6 dicembre 2006 diviene l'allenatore di un club della Prem"jer-liha, il Metalurg Donec'k. Il 17 maggio 2007 rescinde il contratto.
Il 27 agosto 2007 firma con l'Al-Sadd.  Per aver lasciato il Porto dieci giorni prima dell'avvio della stagione, ha dovuto pagare al club un indennizzo di ben 1,15 milioni di euro. Il 28 gennaio 2008 lascia il club qatariota. Il 1º luglio 2008 divenne l'allenatore del Salisburgo Red Bull. Rimase fino al 15 giugno 2009.
Il 12 gennaio 2010 ritorna in Qatar con le vesti di allenatore del Qatar Under-23, rimase fino al 25 marzo 2011. Il 21 giugno 2011 firma per il Twente, nonostante le buone prestazioni in Europa League, il tecnico olandese viene esonerato il 3 gennaio 2012.
Il 9 maggio 2014 è consulente tecnico dell'Utrecht per un anno. Il 19 maggio entra anche a far parte della federazione olandese come docente presso il corso di allenatore di calcio professionistico ed è ammirato come analista di "Studio Voetbal" regolarmente.
Al 2021 è Senior Coach dell’accademia del Feyenoord Rotterdam.

### Squadre allenate

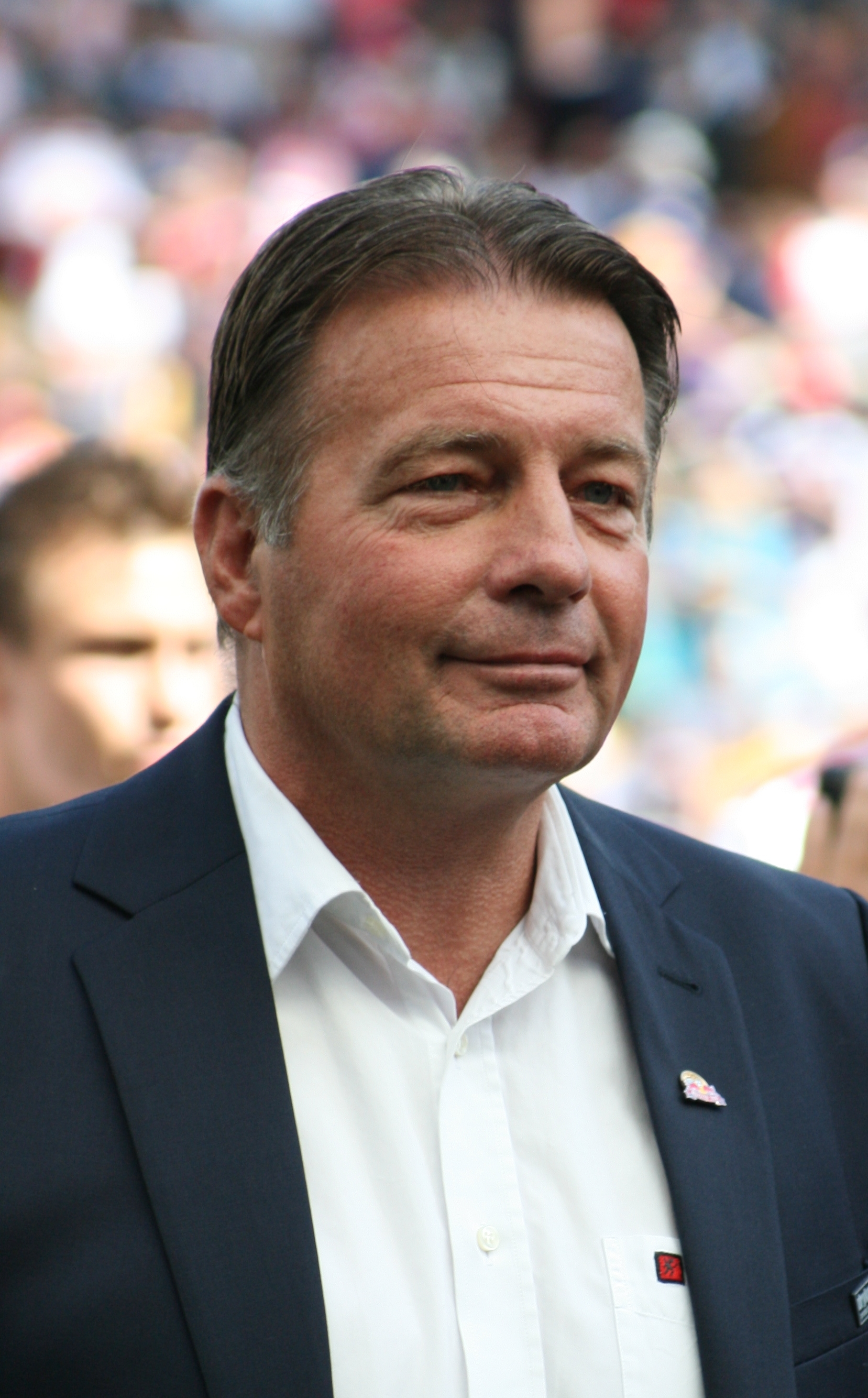
Co Adriaanse nel 2009

| Periodo   | Squadra             | Nazione     | Competizione         | Funzione   |
| --------- | ------------------- | ----------- | -------------------- | ---------- |
| 1979-1983 | Zilvermeeuwen       | Paesi Bassi | Amatori              | Allenatore |
| 1984-1988 | PEC Zwolle          | Paesi Bassi | Eredivisie           | Allenatore |
| 1988-1992 | Den Haag            | Paesi Bassi | Eredivisie           | Allenatore |
| 1997-2000 | Willem II           | Paesi Bassi | Eredivisie           | Allenatore |
| 2000-2001 | Ajax                | Paesi Bassi | Eredivisie           | Allenatore |
| 2002-2005 | AZ Alkmaar          | Paesi Bassi | Eredivisie           | Allenatore |
| 2005-2006 | Porto               | Portogallo  | Superliga            | Allenatore |
| 2006-2007 | Metalurg Doneck     | Ucraina     | Viščha Liga          | Allenatore |
| 2007-2008 | Al-Sadd             | Qatar       | Qatari League        | Allenatore |
| 2008-2009 | Red Bull Salisburgo | Austria     | Bundesliga austriaca | Allenatore |

## Statistiche

### Club
Statistiche aggiornate al 27 gennaio 2025; in grassetto le competizioni vinte.
| Stagione          | Squadra           | Campionato        | Campionato | Campionato | Campionato | Campionato | Coppe nazionali | Coppe nazionali | Coppe nazionali | Coppe nazionali | Coppe nazionali | Coppe continentali | Coppe continentali | Coppe continentali | Coppe continentali | Coppe continentali | Altre coppe | Altre coppe | Altre coppe | Altre coppe | Altre coppe | Totale | Totale | Totale | Totale | % Vittorie | Piazzamento |
| Stagione          | Squadra           | Comp              | G          | V          | N          | P          | Comp            | G               | V               | N               | P               | Comp               | G                  | V                  | N                  | P                  | Comp        | G           | V           | N           | P           | G      | V      | N      | P      | %          | Piazzamento |
| ----------------- | ----------------- | ----------------- | ---------- | ---------- | ---------- | ---------- | --------------- | --------------- | --------------- | --------------- | --------------- | ------------------ | ------------------ | ------------------ | ------------------ | ------------------ | ----------- | ----------- | ----------- | ----------- | ----------- | ------ | ------ | ------ | ------ | ---------- | ----------- |
| 1984-1985         | PEC Zwolle        | ED                | 34         | 4          | 9          | 21         | CO              | 3               | 1               | 1               | 1               | -                  | -                  | -                  | -                  | -                  | -           | -           | -           | -           | -           | 37     | 5      | 10     | 22     | 13,51      | 18º (retr.) |
| 1985-1986         | PEC Zwolle        | EE                | 36         | 21         | 9          | 6          | CO              | 4               | 2               | 1               | 1               | -                  | -                  | -                  | -                  | -                  | -           | -           | -           | -           | -           | 40     | 23     | 10     | 7      | 57,50      | 2º (prom.)  |
| 1986-1987         | PEC Zwolle        | ED                | 34         | 10         | 11         | 13         | CO              | 2               | 1               | 0               | 1               | -                  | -                  | -                  | -                  | -                  | -           | -           | -           | -           | -           | 36     | 11     | 11     | 14     | 30,56      | 11º         |
| 1987-gen.1988     | PEC Zwolle        | ED                | 19         | 6          | 6          | 7          | CO              | 2               | 1               | 0               | 1               | -                  | -                  | -                  | -                  | -                  | -           | -           | -           | -           | -           | 21     | 7      | 6      | 8      | 33,33      | Eson.       |
| Totale PEC Zwolle | Totale PEC Zwolle | Totale PEC Zwolle | 123        | 41         | 35         | 47         |                 | 11              | 5               | 2               | 4               |                    | -                  | -                  | -                  | -                  |             | -           | -           | -           | -           | 134    | 46     | 37     | 51     | 34,33      |             |
| 1988-1989         | Den Haag          | EE                | 36         | 23         | 7          | 6          | CO              | 5               | 3               | 1               | 1               | -                  | -                  | -                  | -                  | -                  | Int.        | 6           | 1           | 1           | 4           | 47     | 27     | 9      | 11     | 57,45      | 2º (prom.)  |
| 1989-1990         | Den Haag          | ED                | 34         | 13         | 7          | 14         | CO              | 3               | 2               | 0               | 1               | -                  | -                  | -                  | -                  | -                  | -           | -           | -           | -           | -           | 37     | 15     | 7      | 15     | 40,54      | 10º         |
| 1990-1991         | Den Haag          | ED                | 34         | 10         | 8          | 16         | CO              | 2               | 1               | 0               | 1               | -                  | -                  | -                  | -                  | -                  | -           | -           | -           | -           | -           | 36     | 11     | 8      | 17     | 30,56      | 14º         |
| 1991-feb.1992     | Den Haag          | ED                | 24         | 3          | 8          | 13         | CO              | 2               | 1               | 0               | 1               | -                  | -                  | -                  | -                  | -                  | -           | -           | -           | -           | -           | 26     | 4      | 8      | 14     | 15,38      | Eson.       |
| Totale Den Haag   | Totale Den Haag   | Totale Den Haag   | 128        | 49         | 30         | 49         |                 | 12              | 7               | 1               | 4               |                    | -                  | -                  | -                  | -                  |             | 6           | 1           | 1           | 4           | 146    | 57     | 32     | 57     | 39,04      |             |
| 1997-1998         | Willem II         | ED                | 34         | 17         | 4          | 13         | CO              | 5               | 3               | 0               | 2               | -                  | -                  | -                  | -                  | -                  | -           | -           | -           | -           | -           | 39     | 20     | 4      | 15     | 51,28      | 5º          |
| 1998-1999         | Willem II         | ED                | 34         | 20         | 5          | 9          | CO              | 1               | 0               | 0               | 1               | CU                 | 4                  | 2                  | 1                  | 1                  | -           | -           | -           | -           | -           | 39     | 22     | 6      | 11     | 56,41      | 2º          |
| 1999-mag.2000     | Willem II         | ED                | 33         | 13         | 8          | 12         | CO              | 2               | 1               | 0               | 1               | UCL                | 6                  | 0                  | 2                  | 4                  | -           | -           | -           | -           | -           | 41     | 14     | 10     | 17     | 34,15      | Dimis.      |
| Totale Willem II  | Totale Willem II  | Totale Willem II  | 101        | 50         | 17         | 34         |                 | 8               | 4               | 0               | 4               |                    | 10                 | 2                  | 3                  | 5                  |             | -           | -           | -           | -           | 119    | 56     | 20     | 43     | 47,06      |             |
| 2000-2001         | Ajax              | ED                | 34         | 18         | 7          | 9          | CO              | 1               | 0               | 0               | 1               | CU                 | 4                  | 2                  | 1                  | 1                  | -           | -           | -           | -           | -           | 39     | 20     | 8      | 11     | 51,28      | 3º          |
| ago.-nov.2001     | Ajax              | ED                | 14         | 9          | 2          | 3          | CO              | -               | -               | -               | -               | UCL+CU             | 2+4                | 1+2                | 0+1                | 1+1                | -           | -           | -           | -           | -           | 20     | 12     | 3      | 5      | 60,00      | Eson.       |
| Totale Ajax       | Totale Ajax       | Totale Ajax       | 48         | 27         | 9          | 12         |                 | 1               | 0               | 0               | 1               |                    | 10                 | 5                  | 2                  | 3                  |             | -           | -           | -           | -           | 59     | 32     | 11     | 16     | 54,24      |             |
| nov.2002-2003     | AZ Alkmaar        | ED                | 25         | 9          | 7          | 9          | CO              | 2               | 1               | 0               | 1               | -                  | -                  | -                  | -                  | -                  | -           | -           | -           | -           | -           | 27     | 10     | 7      | 10     | 37,04      | Sub. 10º    |
| 2003-2004         | AZ Alkmaar        | ED                | 34         | 17         | 6          | 11         | CO              | 2               | 1               | 0               | 1               | -                  | -                  | -                  | -                  | -                  | -           | -           | -           | -           | -           | 36     | 18     | 6      | 12     | 50,00      | 5º          |
| 2004-2005         | AZ Alkmaar        | ED                | 34         | 19         | 7          | 8          | CO              | 1               | 0               | 0               | 1               | CU                 | 14                 | 10                 | 2                  | 2                  | -           | -           | -           | -           | -           | 49     | 29     | 9      | 11     | 59,18      | 3º          |
| Totale AZ Alkmaar | Totale AZ Alkmaar | Totale AZ Alkmaar | 93         | 45         | 20         | 28         |                 | 5               | 2               | 0               | 3               |                    | 14                 | 10                 | 2                  | 2                  |             | -           | -           | -           | -           | 112    | 57     | 22     | 33     | 50,89      |             |
| 2005-2006         | Porto             | PL                | 34         | 24         | 7          | 3          | CP              | 6               | 4               | 2               | 0               | UCL                | 6                  | 1                  | 2                  | 3                  | -           | -           | -           | -           | -           | 46     | 29     | 11     | 6      | 63,04      | 1º          |
| mar.-mag.2007     | Metalurh Donec'k  | VL                | 10         | 2          | 2          | 6          | KU              | -               | -               | -               | -               | -                  | -                  | -                  | -                  | -                  | -           | -           | -           | -           | -           | 10     | 2      | 2      | 6      | 20,00      | Sub. Dimis. |
| 2007-gen.2008     | Al-Sadd           | QSL               | 18         | 10         | 5          | 3          | CEQ+CQ          | -               | -               | -               | -               | -                  | -                  | -                  | -                  | -                  | -           | -           | -           | -           | -           | 18     | 10     | 5      | 3      | 55,56      | Dimis.      |
| 2008-2009         | Salisburgo        | BL                | 36         | 23         | 5          | 8          | CA              | 3               | 2               | 0               | 1               | CU                 | 6                  | 3                  | 0                  | 3                  | -           | -           | -           | -           | -           | 45     | 28     | 5      | 12     | 62,22      | 1º          |
| 2011-gen.2012     | Twente            | ED                | 17         | 9          | 6          | 2          | CO              | 3               | 2               | 0               | 1               | UCL+UEL            | 4+6                | 1+4                | 2+1                | 1+1                | SO          | 1           | 1           | 0           | 0           | 31     | 17     | 9      | 5      | 54,84      | Eson.       |
| Totale carriera   | Totale carriera   | Totale carriera   | 608        | 280        | 136        | 192        |                 | 49              | 26              | 5               | 18              |                    | 56                 | 26                 | 12                 | 18                 |             | 7           | 2           | 1           | 4           | 720    | 334    | 154    | 232    | 46,39      |             |

## Palmarès

### Allenatore

#### Club
- Campionato portoghese: 1

Porto: 2005-2006
- Coppa del Portogallo: 1

Porto: 2005-2006
- Campionato austriaco: 1

Salisburgo: 2008-2009
- Supercoppa dei Paesi Bassi: 1

Twente: 2011

#### Individuale
- Rinus Michels Award: 1

2004